# Trujillo (Venezuela)
Trujillo è una città del Venezuela sede del municipio omonimo e capitale dello stato omonimo. La sua popolazione, se consideriamo l'intero territorio comunale, supera i 56.000 abitanti dei quali circa i due terzi vivono nel nucleo urbano principale. Si sviluppa in una stretta valle andina (Valle dei mucas) a circa 800 m s.l.m. Presenta pertanto un clima che, seppur tropicale, è mitigato dall'altezza, con una temperatura media annua di circa 23 °C e precipitazioni generalmente comprese, su base annua, fra i 1.000 e i 1.200 mm.

## Storia
Fondata nel 1558 (talvolta viene indicata come data il 1557) da Diego García de Paredes in una valle a circa venti chilometri in linea d'aria dall'attuale ubicazione, Trujillo subì una decina di trasferimenti fino a che, nel 1570, l'abitato venne definitivamente impiantato nella zona in cui attualmente si trova. La città venne saccheggiata dal pirata francese Michel de Grammont 1678. Nel 1813, fu scelta da Simón Bolívar per lanciare il celebre proclama di guerra a morte contro la Spagna.
Città più popolosa del suo stato fino ai primi decenni del Novecento, Trujillo venne successivamente superata in popolazione da Valera (6.954 abitanti contro i 10.553 di quest'ultima nel 1941) e, più recentemente, anche da Boconó (se si considerano i residenti di entrambi i municipi, non solo dei capoluoghi). Centro amministrativo, residenziale e turistico Trujillo non si è infatti mai sviluppata industrialmente. Tale mancato sviluppo se da una parte ne ha frenato l'incremento demografico, dall'altra ha permesso alla città di conservare il proprio patrimonio architettonico e la tipica atmosfera coloniale che ancor oggi la contraddistingue.
Trujillo possiede numerosi edifici di pregio risalenti alla colonizzazione spagnola, fra cui alcuni palazzetti patrizi di età settecentesca, e una magnifica cattedrale, in stile barocco, eretta nel XVII secolo.
A una decina di chilometri a sudovest della città, sulla vetta di una montagna, si erge maestosa la più grande statua d'America dedicata alla Vergine della Pace. Il monumento, eretto nel 1983 in cemento armato, è, con i suoi 47 metri di altezza, il più alto mai costruito in onore della Madonna.

## Amministrazione

### Gemellaggi
Trujillo è gemellata con:
- Trujillo,  Perù
- Trujillo,  Spagna
- Trujillo,  Honduras